# Los Gardelitos
Los Gardelitos es una banda argentina oriunda del Bajo Flores, Buenos Aires. Fue creada en 1995 por Eduardo "Korneta" Suárez, quien falleció el 12 de mayo de 2004. Desde allí en adelante la banda fue liderada por el guitarrista del grupo e hijo de Korneta, Eli Suárez. La agrupación se caracterizaba por la solidaridad y los recitales a beneficio que ofrecían frecuentemente en los barrios humildes de Capital Federal y Gran Buenos Aires.

## Historia
La historia de Los Gardelitos comenzó en 1995 entre cuatro paredes de un monoblock, en el barrio del Bajo Flores en Buenos Aires. El líder y mentor de este grupo era Eduardo "Korneta" Suárez, músico por naturaleza, que decidió dejar su vida normal y empezar a vivir de la música. Curiosamente, descubrió en sus hijos el mismo talento musical que él poseía y así formó la banda.
Sus hijos Eli y Bruno, junto a Jorge Rossi (amigo de la familia) conformaron Los Gardelitos. Su primera presentación fue en el marco del festival de "Ciudad Oculta Rock" que se realiza cada 25 de mayo, y posteriormente en Parque Centenario, donde tocaron gratuitamente por más de cincuenta domingos. 
Esta banda se basó en el amor a la música y no negociaron con las discográficas, sólo vendieron su camioneta y el negocio familiar y con ese dinero grabaron su primer demo llamado Rock Sudaka que vio la luz en 1996.
Aun así fueron creciendo, aunque no tuvieron cortes de difusión en radios, ni videos clips, ni afiches. En la mayoría de sus recitales el objetivo principal era ayudar a quienes más lo necesitaban, o el de tocar sin prejuicio alguno en cárceles de mujeres, el Borda o en villas.
Rock Sudaka fue seguido por su primer álbum de estudio oficial: Gardeliando, en 1998. Luego salió a la venta su segundo álbum, titulado Fiesta Sudaka (parte 1) en 1999, el cual fue grabado en otoño de ese año junto con En tierra de sueños (Parte 2), pero este último no saldría a la venta hasta el año 2004, editado en forma independiente el 1 de mayo (doce días antes de la muerte de Korneta).
Fiesta Sudaka fue editado por la multinacional Sony durante el mes de septiembre de 1999, y presentado el 10 de diciembre en Federación De Box ante 2200 personas, lo que significa un pico de convocatoria para la banda hasta ese momento.
En el año 2001 Jorge Rossi se aleja de la banda para unirse a una nueva llamada Intoxicados. Bruno Suárez toma la misma decisión, y le deja su puesto a su profesor, el baterista Black Amaya (ex-Pappo's Blues, Pescado Rabioso, Billy Bond y La Pesada del Rock and Roll). El puesto de bajista fue ocupado durante un tiempo por Juan Carlos Medina (un fan de la banda oriundo de Merlo) y, meses más tarde, por Charly Campos (exbajista de Fabiana Cantilo). Ya para el año 2002, ingresan como miembros formales Horacio y Martin Ale (padre e hijo, en ese orden), quienes ocuparon hasta el 2010 los puestos de baterista y bajista, respectivamente.
En mayo de 2004, cuando la banda iba creciendo a pasos agigantados, Korneta Suárez fallece. A pocos días del recital donde se presentaría En tierra de sueños (Parte 2), Korneta fue encontrado muerto después de tres días de estar desaparecido. Fue su hijo Eli quien se cargó al hombro el legado de su padre y con el tercer disco ya casi listo para su presentación, se ocupó de transmitir las canciones nuevas que su padre no llegó a presentar en público. El recital estaba previsto para una semana después y Eli decidió no suspenderlo, realizando el show junto a Horacio y Martín Alé. Los Gardelitos se presentaron finalmenente el 25 de mayo en Cemento y la presentación oficial del nuevo álbum se realizó el 3 de julio en República Cromañon frente a 2500 personas.
La formación de la banda quedó afianzada como trío por primera vez, y supuso el inicio de una nueva etapa del conjunto, con Eli como líder, en voz y guitarra, Martín Alé en bajo y Horacio Alé en batería.
El 8 de abril de 2006, el conjunto se presentó en el Estadio All Boys ante 10 000 personas, en un nuevo récord de asistencia para la banda. Esta convocatoria se reafirmó el 23, el 24 y el 25 de junio del mismo año en una serie de recitales en el Estadio Obras Sanitarias, quedando registrado de esta manera el disco en vivo Ahora es nuestra la ciudad. Este primer álbum en vivo fue editado de manera independiente durante el mes de octubre de 2006. Repasa canciones de sus discos anteriores y algunas canciones inéditas que serían incluidas en su próximo trabajo discográfico, interpretados en formato de trío y matizados con el aporte sonoro de músicos invitados. 
Para fines de 2008 lanzan el álbum Oxígeno, que fue registrado durante el invierno de dicho año, editado en forma independiente en octubre, y presentado en una gira que atraviesa Mendoza, Córdoba, Mar Del Plata y Buenos Aires. El trío se hizo cargo de la producción de las canciones en sesiones realizadas en los Estudios del Abasto al Pasto, grabando por primera vez no sólo en formato de power trío, sino también sin la presencia de Korneta en la grabación (aunque casi todas las canciones fueron compuestas por él antes de su muerte). 
El 25 de mayo de 2010 en el Teatro de Flores y ante unas 2200 personas, la banda debutó con nueva formación: Eli Suárez se reúne con Federico Caravatti (en guitarra acústica), Diego Martin Rodríguez (en bajo) y Paulo Bellagamba (en batería) para dar forma a la nueva agrupación. A partir de ese momento, el grupo comenzó a rodar por el interior del país en el marco de su Gira Oxigenada.
Por otro lado Martin Alé formó una banda nueva, en la cual es guitarrista y voz líder, llamada "Desde Acá" y en 2017 se sumó a "Nuestra Raza" (junto a exmiembros de Callejeros); y su padre Horacio Alé se unió a "La Pala Mecánica" en batería. Actualmente cada uno continúa tocando con sus respectivas bandas y suelen reunirse para tocar en los diferentes homenajes a Korneta que se realizan ocasionalmente.
El 11 de diciembre de 2010 la banda realizó un show nuevamente en El Teatro de Flores, donde se tomaron imágenes para su primer DVD en vivo. El espectáculo, del cual luego se editó el DVD, llevó el nombre de Cine Teatro Los Gardelitos y dispuso de una puesta en escena teatral, con respectivos cambios de escenografía. Luego de participar en los festivales de rock de mayor relevancia, el grupo lo presentó oficialmente el 15 de octubre en el Estadio Obras, dando inicio a su Gira Cine Teatro durante todo 2011.
En junio del año 2012 se dio a conocer la noticia de que Federico Caravatti había abandonado la banda luego de ausentarse en un recital que la banda brindó en Córdoba. El motivo del alejamiento de la banda fue que quería dedicarse de lleno a "Chekeré", la banda que tenía en Uruguay (su país natal).
El 25 de mayo de 2014, la banda publicó su nuevo álbum de estudio titulado Ciudad Oculta en YouTube, el cual salió a la venta en junio junto con las entradas del recital donde se presentó oficialmente el nuevo material discográfico. Por primera vez, Eli fue el compositor de la mitad de las canciones del álbum (el resto son de autoría de su padre).
A fines de 2016 se comenzó la edición de un box set titulado "Gardelitografía", el cual contiene en su interior una reedición de todos los álbumes de estudio oficiales del grupo (Gardeliando, Fiesta Sudaka, En tierra de sueños, Oxígeno y Ciudad Oculta) más el DVD Cine Teatro Los Gardelitos. La venta de este box set se realizó en conjunto con la venta de entradas de cuatro recitales especiales, donde fueron presentados un disco por noche (todos los discos de estudios salvo Ciudad Oculta) en abril de 2017. Previo a estas presentaciones, la banda realizó nuevamente conciertos en los festivales Cosquín Rock y Rock en Baradero como cada año.
Luego de haberse presentado con una fecha doble en Groove de Buenos Aires los días 29 y 30 de julio, Diego Rodríguez y Paulo Bellagamba quedaron desafectados del grupo, noticia que trascendió oficialmente a través de un posteo del bajista en su cuenta de Facebook. El 14 de octubre, en el marco del festival B.A. Rock, Los Gardelitos se presentaron con una nueva formación, incorporando a Yamil Salvador en guitarra acústica (ex-tecladista de Guasones), a Pablo "Ponch" Fernández en bajo (exbajista de La 25 y de la banda solista de Juanse) y a Jerónimo Sica (baterista de Viticus).
Durante el año 2019 Los Gardelitos se presentó con una fecha doble en el Estadio Obras, los días 25 y 26 de mayo. Durante estos conciertos se registró lo que en noviembre de dicho año se publicó como el álbum doble y DVD titulado Sortilegio de arrabal. Además de contar con los mismos invitados que grabaron en Ciudad Oculta, el show comenzó con una canción nueva cuyo título daba nombre al nuevo material discográfico.
Durante los primeros meses de 2020, imposibilitados de realizar presentaciones por las restricciones impuestas por la pandemia de COVID-19, el grupo estuvo activo solamente subiendo a las redes sociales algunas grabaciones en las que se encontraban tocando desde sus hogares. Finalizado el año y durante todo 2021 no hubo novedades acerca de Los Gardelitos. Durante febrero de 2022 se anunciaron nuevas fechas de presentación, y algunas semanas antes del regreso de Los Gardelitos a los escenarios tanto Ponch como Yamil Savador y Jerónimo Sica anunciaron en sus redes que habían quedado desafectados del grupo, oficializando los rumores de que la banda volvería a realizar presentaciones pero con una nueva formación.
De esta manera, Los Gardelitos se presentó en la ciudad de San Miguel de Tucumán (debido a que su presentación allí previo a la pandemia por COVID-19 había quedado postergada durante dos años) mostrando una nueva formación con el bajista original del grupo, Jorge Rossi (quien volvió a formar parte de Los Gardelitos luego de veinte años) y el baterista Horacio "Toto" Ciccone (integrante del grupo de percusión La bomba de tiempo). A esta formación de trío se sumó como invitada permanente María Rosa en guitarra acústica y coros.
Entre marzo y julio del corriente años, la agrupación continuó ofreciendo conciertos por todo el país y anunció que volverían a tocar en la Ciudad de Buenos Aires luego de dos años, más precisamente en el Estadio Diego Armando Maradona (perteneciente a Argentinos Juniors) ubicado en el barrio porteño de La Paternal. El show se realizó el 3 de septiembre y fue titulado como "Gardelitología", un concierto en el que repasaron toda su discografía; de esta forma, la banda realizó un concierto de más de cinco horas en el que repasaron todos sus álbumes de estudio (un total de 61 canciones, comenzando por Sortilegio de arrabal y a la que le continuó cada álbum: Ciudad Oculta, Oxígeno, En tierra de sueños, Fiesta Sudaka y Gardeliando, en ese orden), que contó con 45 músicos en escena y que significó un pico de convocatoria para Los Gardelitos al reunir a un público de 25.000 personas.

## Estilo musical
Aunque se los reconozca solamente como una banda de rock and roll, musicalmente no se caracterizan por encasillarse en un solo estilo. Debido a que generalmente se los considera una banda de rock stone o "rollinga" (más por las características de su público que por su música), ellos decidieron denominar su estilo como "Rock Sudaka" a modo de broma y en referencia a las etiquetas con las que suele encasillarse a distintos conjuntos musicales por parte de la prensa especializada.
En una entrevista, Eli Suárez aclaró: 

« El Rock Sudaka salió más como una broma con respecto a las etiquetas. Es una forma de identificarnos y de revertir algo que es despectivo en cualquier lugar del mundo. Nosotros siempre apuntamos a estar fuera de los estereotipos el el sentido de que la música no es un moda, es un hecho cultural. Tiene que ver más con derribar barreras y prejuicios. Con no limitarnos a un sólo género. Creo que las nuevas generaciones están apuntando a eso. Se está dando en el rock, que se fusiona con otros estilos. Con mi viejo decíamos que el rock es una especie de folclore universal. »
Eli Suarez en Revista Viva (2007) 

Desde su primer disco se puede notar esta apertura musical, ya que tocan hasta una chacarera ("Volveré en tus ojos"), y canciones que poco tienen que ver con el rock and roll como "La constelación de la virgen" (una canción con aires de rock progresivo). Lo mismo ocurre en su segundo disco, donde se pueden encontrar canciones de varios estilos diferentes all llamado rock rolinga, como "El dragón" o "Ciudad descalza". Ya en su tercer disco, ésta apertura musical se aprecia en canciones como "Los Moais", "Los Querandíes", una canción con aires de punk rock como "Estamos podridos", y hasta una zamba ("Monoblock").
En Oxígeno es donde más se destaca la influencia de otros estilos que no están relacionados con el rock stone. El mismo se caracteriza por contener canciones con un estilo más apegado al hard rock en formato de power trío, a diferencia de todos sus álbumes anteriores. De hecho, la idea de "Korneta" para este disco era que tuviera aires más roqueros y no tan melódicos o rockandrolleros como los anteriores.

## Integrantes

### Formación actual
- Eli Suárez - voz y guitarra eléctrica (1995-presente)
- Jorge Rossi - bajo (1995-2000) (2022-presente)
- Horacio "Toto" Ciccone - batería (2022-presente)
- María Rosa - guitarra acústica y coros (2022-presente)

### Exintegrantes
- Eduardo "Korneta" Suárez † - voz y guitarra acústica (1995-2004) (fallecido en 2004)
- Bruno Suárez - batería (1995-2001)
- Black Amaya - batería (2002)
- Martín Alé - voz y bajo (2002-2010)
- Horacio Alé - batería (2002-2010)
- Federico Caravatti - guitarra acústica y coros (2010-2012)
- Diego Rodríguez - bajo y coros (2010-2017)
- Paulo Bellagamba - batería (2010-2017)
- Yamil Salvador - guitarra acústica y coros (2017-2021)
- Pablo "Ponch" Fernández - bajo (2017-2021)
- Jerónimo Sica - batería (2017-2021)

## Discografía
| Disco                         | Año  | Tipo        |
| ----------------------------- | ---- | ----------- |
| Rock Sudaka                   | 1996 | Demo        |
| Gardeliando                   | 1998 | Estudio     |
| Fiesta Sudaka (Parte 1)       | 1999 | Estudio     |
| En tierra de sueños (Parte 2) | 2004 | Estudio     |
| Ahora es nuestra la ciudad    | 2006 | En vivo     |
| Oxígeno                       | 2008 | Estudio     |
| Cine Teatro Los Gardelitos    | 2011 | DVD en vivo |
| Ciudad Oculta                 | 2014 | Estudio     |
| Sortilegio de Arrabal         | 2019 | DVD en vivo |

### Rock Sudaka (demo) - 1996
1. Gardeliando
2. América del Sur
3. Novelas mexicanas
4. La constelación de la virgen
5. Libertad condicionada
6. Nadie cree mi canción
7. Amor de contramano
8. Volveré en tus ojos

La reedición incluye los temas del EP La calle es un espejo:
1. La calle es un espejo
2. Estrella del rock and roll
3. El último hombre del bar

### Gardeliando- 1998
1. El tanguito
2. Cobarde para amar
3. Blues para Caseros
4. Gardeliando
5. Lo que mis vecinos creen
6. Amor de contramano
7. Volveré en tus ojos
8. Nadie cree en mi canción
9. Los chicos de la esquina
10. La constelación de la virgen
11. Libertad condicionada
12. América del Sur
13. A pesar del viento!!!

### Fiesta Sudaka (Parte 1)- 1999
1. Introducción gardeliana
2. 6 AM
3. Amando a mi guitarra
4. Comandante Marcos
5. Ciudad descalza
6. ¡Y todavía quieren más!
7. El dragón
8. No puedo para mi moto
9. Llámame
10. Caras de limón
11. Corazón bailando al viento

### La calle es un espejo (EP) - 2002
1. La calle es un espejo
2. Estrella del rock and roll
3. El último hombre del bar

### En tierra de sueños (Parte 2)- 2004
1. Introducción sudaka
2. Estamos podridos
3. Los moais
4. Los querandíes
5. Anabel
6. Serás mi mujer
7. El reloj
8. Hay que enterrarlos vivos
9. Envuelto en llamas
10. Monoblok
11. La mamita

### Ahora es nuestra la ciudad(en vivo) - 2006
1. Introducción gardeliana
2. Anabel
3. Los chicos de la esquina
4. No puedo parar mi moto
5. Máquinas viejas
6. Una roca en el humo
7. Envuelto en llamas
8. Nadie cree en mi canción
9. Corazón bailando al viento
10. El sobreviviente
11. Cobarde para amar
12. Los Querandíes
13. Último hombre del bar
14. Gardeliando

### Oxígeno- 2008
1. Oxígeno
2. Cuidate del mundo
3. Los penitentes
4. Sueños de metal
5. Una Roca en el humo
6. Crimen en el autocine
7. Mezclas raras
8. Dueños del poder
9. Volar
10. Neanderthal
11. Calles calientes
12. Donde las Lunas Despiertan
13. El Sobreviviente

### Cine Teatro Los Gardelitos (DVD) - 2011
1. Oxígeno
2. Cuidate del mundo
3. Y todavía quieren más
4. Envuelto en llamas
5. Los penitentes
6. Sueños de metal
7. Gardeliando
8. Comandante Marcos
9. Una roca en el humo
10. Crimen en el autocine
11. Anabel
12. Nadie cree en mi canción
13. Mezclas raras
14. No puedo parar mi moto
15. Los querandíes
16. Dueños del poder
17. Volar
18. Cobarde para amar
19. Amando a mi guitarra
20. Neanderthal
21. Calles calientes
22. Monoblock
23. América del Sur
24. Donde las lunas despiertan
25. El sobreviviente

### Ciudad Oculta- 2014
1. Puño y letra
2. Hojas del otoño
3. Viejo y querido rocanrol
4. Buen día, nena
5. Lo que vendrá
6. Tibias noticias el sol
7. La ciudad que se oculta
8. Blues de los pantalones
9. Pájaro y campana
10. Una estrella en el mar
11. Al pie de la letra
12. Un taxi

### Sortilegio de Arrabal (DVD) - 2019
1. Intro
2. Sortilegio de arrabal
3. Puño y letra
4. Gardeliando
5. No puedo parar mi moto
6. Viejo y querido Rocanrol
7. Los Querandíes
8. Dueños del poder
9. Un taxi
10. La ciudad que se oculta
11. Cobarde para amar
12. 6 AM
13. Hay que enterrarlos vivos
14. Pájaro y campana
15. Una roca en el humo
16. Hojas del otoño
17. La constelación de la Virgen
18. Al pie de la letra
19. Amando a mi guitarra
20. Envuelto en llamas
21. Calles calientes
22. Lo que vendrá
23. Nadie cree en mi canción
24. Comandante Marcos
25. Anabel
26. Mezclas raras